# Dandaloo
Dandaloo är en ort i Australien. Den ligger i kommunen Narromine och delstaten New South Wales, i den sydöstra delen av landet, omkring 380 kilometer nordväst om delstatshuvudstaden Sydney. Antalet invånare är 362.
Trakten runt Dandaloo är nära nog obefolkad, med mindre än två invånare per kvadratkilometer..
Trakten runt Dandaloo består till största delen av jordbruksmark.  Genomsnittlig årsnederbörd är 572 millimeter. Den regnigaste månaden är mars, med i genomsnitt 95 mm nederbörd, och den torraste är oktober, med 6 mm nederbörd.